# Dicastèrion
El dicastèrion (grec antic: δικαστήριον) era un tribunal del poble d'Atenes a l'antiga Grècia durant el seu període democràtic, que efectuava un control judicial dels decrets votats per l'Assemblea atenesa o ekklesia, procediment conegut amb el nom de graphe paranómōn (grec antic: ἡ γραφή παράνόμων, 'fer una proposta alegal'). La seva funció era comprovar que els decrets no contradiguessin les lleis, que només podien ser modificades pels nomotetes.
Igual que l'Assemblea, estava format per ciutadans ordinaris. Els membres eren triats per sorteig mitjançant el clerotèrion d'entre els que havien fet el jurament d'heliastes i havien de tenir almenys trenta anys. El dicastèrion es diferenciava de l'Assemblea perquè obligava a un debat contradictori, l'acusador argumentava en contra del decret que es discutia i qui l'havia proposat el defensava. Els ciutadans no deliberaven entre ells, al contrari del que passava a l'Assemblea, només escoltaven els oradors ponents, després emetien el seu vot en secret. Qui havia proposat el decret impugnat podia ser condemnat, generalment a una multa, si es jutjava que havia anat «en contra de la llei» (παράνόμων).
Els membres del dicastèrion s'anomenaven dicastes. Hi havia també un dicastèrion a Egipte, organitzat per la dinastia ptolemaica, que utilitzaven els grecs emigrats allà i que tractava sobre temes de dret civil.